# Англо-шпански рат (1727—1729)
Англо-шпански рат (1727—1729) или опсада Гибралтара шести је војни сукоб између Велике Британије и Шпаније. Рат је завршен миром у Севиљи без територијалних промена.

## Увод
Настојање Енглеске да учествује у експлоатацији богатстава прекоморских земаља и да се афирмира на светском мору довело је нужно до сукоба са Шпанцима и Португалцима који су тамо енергично сузбијали сваку појаву других европских сила тежећи да сачувају монопол у трговини. Из тих сукоба развило се гусарење и пиратерија који су на поморским комуникацијама трајали до пред крај 18. века, а повремено прерастали и у читаве ратове. Од 1585. године до 1808. године Енглеска и Шпанија воде међусобно 9 поморских ратова. Период се поклапа са постепеним јачањем Енглеске у којој буржоазија, материјално незаинтересованија за колонијалну експанзију, има више удела у државној политици; и декаденцијом Шпаније која споро излази из феудалних окова. У свим тим ратовима Енглези су на мору били у офанзиви, мада су у почетку били слабији. На крају је шпанска колонијална империја била из основа потресена, а Велика Британија се развила у највећи светску поморску силу.

## Рат
Кад је Шпанија 1725. године признала Прагматичну санкцију, у Европи су се заоштрили међународни односи и створила два блока. Шпанија је била у једном, а Велика Британија у другом. Иако до објаве рата није дошло, једна британска ескадра контролисала је шпанске обале, а друга неколико година блокирала шпанске луке у Западној Индији. Британци су неуспешно напали и блокирали Порто Бело (Панама) са циљем да освоје шпанске конвоје са благом. На крају су морали да се повуку. Одговарајући на ову британску акцију, Шпанија је 1727. године безуспешно напала Гибралтар. Британци су затим вршили притисак на Шпанију и водили рат против шпанског поморског саобраћаја у Гибралтарским вратима и испред Кадиса.